# Mistrzostwa Świata w Judo 2025
42. Mistrzostwa Świata w Judo odbyły się w dniach 13-20 czerwca 2025 roku w Budapeszcie, na terenie Papp László Budapest Sportaréna.

## Klasyfikacja medalowa
Gospodarz zawodów został zaznaczony kolorem.
| Miejsce | Państwo                              |    |    |    | Razem |
| ------- | ------------------------------------ | -- | -- | -- | ----- |
| 1       | Japonia                              | 6  | 4  | 5  | 15    |
| .       | IJF Indywidualni neutralni sportowcy | 3  | 0  | 2  | 5     |
| 2       | Gruzja                               | 2  | 2  | 1  | 5     |
| 3       | Włochy                               | 2  | 0  | 0  | 2     |
| 4       | Korea Południowa                     | 1  | 1  | 3  | 5     |
| 5       | Francja                              | 1  | 1  | 2  | 4     |
| 6       | Niemcy                               | 0  | 1  | 3  | 4     |
| 7       | Tadżykistan                          | 0  | 1  | 2  | 3     |
| 8       | Brazylia                             | 0  | 1  | 1  | 2     |
| 8       | Kosowo                               | 0  | 1  | 1  | 2     |
| 10      | Kanada                               | 0  | 1  | 0  | 1     |
| 10      | Chorwacja                            | 0  | 1  | 0  | 1     |
| 10      | Kazachstan                           | 0  | 1  | 0  | 1     |
| 13.     | Azerbejdżan                          | 0  | 0  | 3  | 3     |
| 14.     | Mongolia                             | 0  | 0  | 2  | 2     |
| 15.     | Zjednoczone Emiraty Arabskie         | 0  | 0  | 1  | 1     |
| 15.     | Holandia                             | 0  | 0  | 1  | 1     |
| 15.     | Portugalia                           | 0  | 0  | 1  | 1     |
| 15.     | Hiszpania                            | 0  | 0  | 1  | 1     |
| 15.     | Węgry                                | 0  | 0  | 1  | 1     |
| Razem   | Razem                                | 15 | 15 | 30 | 60    |

## Medaliści

### Mężczyźni
| Konkurencja             | Złoto | Srebro | Brąz |
| −60kg                   | Ryūju Nagayama | Romain Valadier-Picard | Kazirbjekijn Joolk IJF Ajub Blijew |
| −66kg                   | Takeshi Takeoka | Nurali Emomali | Hifumi Abe Obid Dżebow |
| −73kg                   | Joan-Benjamin Gaba | Daniel Cargnin | Machmadbiek Machmadbiekow Tatsuki Ishihara |
| −81kg                   | IJF Timur Arbuzow | Tato Grigalaszwili | Zielim Ckajew Lee Joon-hwan |
| −90kg                   | Sanshiro Murao | Gōki Tajima | Elcan Hacıyev Luka Maisuradze |
| −100kg                  | IJF Matwiej Kanikowski | Dota Arai | Zielim Kocojew IJF Arman Adamian |
| +100 kg                 | IJF Inał Tasojew | Guram Tusziszwili | Temur Rachimow Kim Min-jong |
| turniej drużynowy mikst | Gruzja · Micheili Bachbachaszwili · Lasza Bekauri · Guram Tusziszwili · Eteri Liparteliani · Mariam Czanturia · Sopio Somchiszwili · (Eter Askilaszwili · Saba Inaneiszwili · Nino Loladze · Luka Maisuradze) | Korea Południowa · Bae Dong-hyun · Kim Jong-hoon · Lee Seung-yeob · Kim Min-jong · Huh Mi-mi · Lee Ye-rang · Kim Ha-yun · Lee Hyeon-ji · (Kim Chann-yeong · Kim Ju-hee · Lee Joon-hwan · Shin Chae-won) | Niemcy · Igor Wandtke · Jano Rübo · Eduard Trippel · Erik Abramov · Losseni Kone · Mascha Ballhaus · Seija Ballhaus · Miriam Butkereit · Giovanna Scoccimarro · Alina Böhm · Samira Bouizgarne · (Timo Cavelius) · Japonia · Yudai Tanaka · Tatsuki Ishihara · Sanshiro Murao · Gōki Tajima · Kanta Nakano · Megumi Fuchida · Momo Tamaoki · Utana Terada · Mao Arai · Ruri Takahashi · (Hyōga Ōta · Shiho Tanaka) |

### Kobiety
| Konkurencja | Złoto              | Srebro                      | Brąz                                    |
| −48kg       | Assunta Scutto     | Abiba Abużakynowa           | Laura Martínez Wakana Koga              |
| −52kg       | Uta Abe            | Distria Krasniqi            | Róza Gyertyás Mascha Ballhaus           |
| −57kg       | Eteri Liparteliani | Momo Tamaoki                | Shirlen Nascimento Sarah-Léonie Cysique |
| −63kg       | Haruka Kajū        | Catherine Beauchemin-Pinard | Boldyn Ganchajcz Laura Fazliu           |
| −70kg       | Shiho Tanaka       | Lara Cvjetko                | Sanne van Dijke Miriam Butkereit        |
| −78kg       | Alice Bellandi     | Anna Monta Olek             | Kurena Ikeda Patrícia Sampaio           |
| +78 kg      | Kim Ha-yun         | Mao Arai                    | Lee Hyeon-ji Romane Dicko               |